# Kraftfahrzeughersteller
Ein Kraftfahrzeughersteller oder Kraftwagenhersteller ist ein Unternehmen, das motorisierte Fahrzeuge für den Straßenverkehr produziert. Dies umfasst die Entwicklung, Produktion und Montage von Fahrzeugen wie Autos, Lastwagen, Motorrädern und Bussen. Kraftfahrzeughersteller können sowohl komplette Fahrzeuge herstellen als auch die Produktion von Teilen und Komponenten für den Fahrzeugbau übernehmen. In den meisten Fällen ist der eigentliche Hersteller mit der assoziierten Marke identisch. Im Falle des Badge Engineerings weicht dies jedoch voneinander ab. Zum Beispiel ist Société des Véhicules Automobiles de Batilly (kurz SoVAB) ein Hersteller, der für die Marken Renault, Opel und Nissan produziert. Der Herstellercode in der Fahrzeug-Identifizierungsnummer bezieht sich dabei auf die Vertriebsmarke.
Die Kraftfahrzeughersteller, -ausrüster und Zulieferer (Produktion) sowie der Kraftfahrzeughandel (Vertrieb) bilden die Automobilindustrie. Ergänzt wird diese Industrie durch die Unternehmen der Wartung und Reparatur (z. B. Werkstätten) und weitere Dienstleistungen (z. B. Fuhrunternehmen, Autovermietung), die gemeinsam die Kraftfahrzeugwirtschaft (Kraftfahrzeugbranche) bilden.
Von den Kraftfahrzeugherstellern waren 2012 mit den Unternehmen Toyota, Ford, Volkswagen, General Motors und Daimler fünf in der Liste der weltweit 20 umsatzstärksten Unternehmen vertreten.

## Klassifizierung
In der internationalen Statistikklassifikation ISIC/NACE gehören die Kraftfahrzeughersteller zum Wirtschaftszweig des Verarbeitenden Gewerbes (Section C – Manufacturing) und fallen unter zwei Klassen:
Herstellung von Kraftwagen und Kraftwagenmotoren (C 29.1)
Die Klasse Herstellung von Kraftwagen und Kraftwagenmotoren ist Teil von Herstellung von Kraftwagen und Kraftwagenteilen (C 29) und umfasst:
- Herstellung von Personenkraftwagen
- Herstellung von Nutzfahrzeugen: Transporter, Lastkraftwagen, Sattelschlepper
- Herstellung von Bussen, Oberleitungsbussen und Reisebussen
- Herstellung von Kraftfahrzeugmotoren
- Herstellung von Fahrgestellen mit Motoren
- Herstellung anderer Kraftfahrzeuge: Schneemobile, Golfwagen, Amphibienfahrzeuge, Geländefahrzeuge, Löschfahrzeuge, Straßenkehrmaschinen, Fahrbüchereien, Panzerwagen, Betonmischwagen
- Quads, Go-Karts, Rennwagen

Sonstiger Fahrzeugbau (C 30)
Die Kraftradhersteller fallen unter Herstellung von Motorrädern (C 30.91), welches ein Teil von Sonstiger Fahrzeugbau (C 30) ist und umfasst:
- Herstellung von Motorrädern, Mopeds und Fahrrädern mit Hilfsmotor
- Herstellung von Motoren für Motorräder
- Herstellung von Beiwagen
- Herstellung von Teilen und Zubehör für Motorräder

Weitere Klassen wären die Herstellung von Karosserien für Kraftfahrzeuge; Herstellung von Anhängern und Aufliegern (C 29.2) und die Herstellung von Teilen und Zubehör für Kraftfahrzeuge (C 29.3).

## Maschinenbau
- Die Technologie der Kraftfahrzeugherstellung (Entwicklung) ist Teil der Fahrzeugtechnik.
- Die maschinenbauerischen Aspekte in der Produktion ist Teil des Fahrzeugbaus.